# 因斯布鲁克

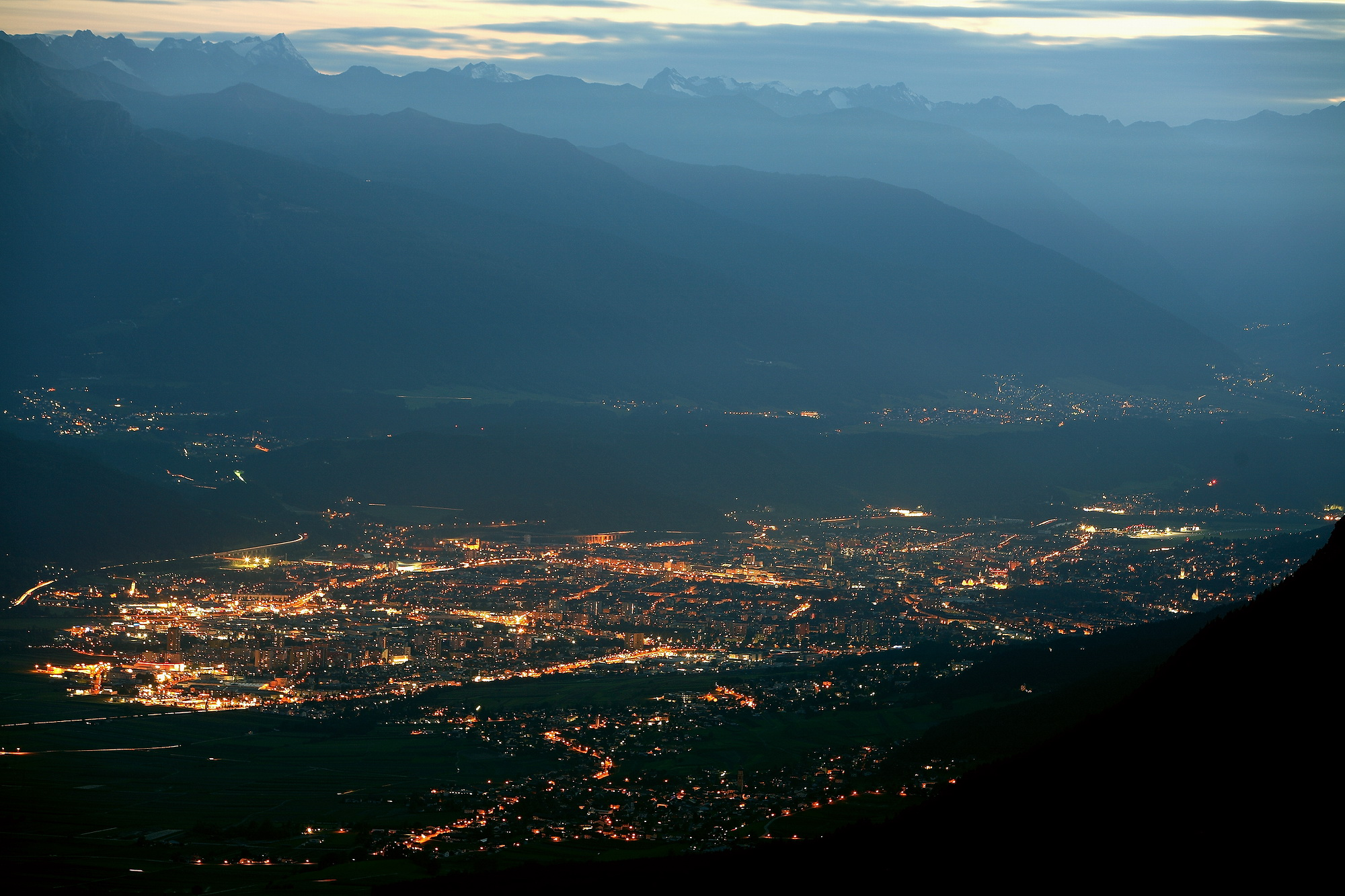
因斯布鲁克夜景

因斯布鲁克（德語：Innsbruck，德語發音：[ˈɪnsbʁʊk] ⓘ）位于奥地利西部群山之间的因河畔，是蒂罗尔州的首府。穿越阿尔卑斯山通往意大利南蒂罗尔地区的布伦纳山口从这里开始。因斯布鲁克的名字来自于因河和德语中的（桥）。因斯布魯克是奥地利第五大城市，整个都市地区约有18.4万居民。
因斯布鲁克是著名的滑雪胜地，冬季奥林匹克运动会曾于1964年和1976年两次在此举办。
慈善组织SOS儿童村总部即位于因斯布鲁克。

## 地理
因斯布魯克位于卡文德尔山脉的南边，阿尔卑斯山脉主脉帕切科弗尔山的前沿山脉的北边。在因斯布魯克的西边因河的河谷被一座高峰分为东西两谷。

### 地域
因斯布魯克的市区主要以因河河谷为主，从东向西拉长。此外卡万德尔的南坡的一部分也属于市区地区，这里也是因斯布魯克的最高点，此外通往这里只有一条道路。向南到帕捷科菲尔峰的北坡开始也属于因斯布魯克，但坡地本身已经不属于市区了。

### 水域
因河是流经因斯布魯克的最重要的河流，在因斯布魯克有八条溪流注入因河。此外市区内还有一个挖掘砂石造成的人工湖。

### 周边地区
因斯布魯克被因斯布魯克地区围绕。

### 市区
因斯布魯克分九个市区，这些市区过去是独立的城镇，今天它们已经没有自己的管理机构了。不过一般村庄地区以及离因斯布魯克比较远的伊格尔斯还有自己的市区议会。

市景，向西眺望
这九个市区是：内城区、密劳、阿姆拉斯、和伊格尔斯。

市景，向北眺望

### 气候
因斯布鲁克年平均降雨量为875毫米，平均温度为10.0°C（一月平均气温为-1.0°C，七月的平均气温为20.3°C）。年平均相对湿度为74%，平均日照时间为1,835小时。
| 因斯布魯克 (1971-2000)                               | 因斯布魯克 (1971-2000) | 因斯布魯克 (1971-2000) | 因斯布魯克 (1971-2000) | 因斯布魯克 (1971-2000) | 因斯布魯克 (1971-2000) | 因斯布魯克 (1971-2000) | 因斯布魯克 (1971-2000) | 因斯布魯克 (1971-2000) | 因斯布魯克 (1971-2000) | 因斯布魯克 (1971-2000) | 因斯布魯克 (1971-2000) | 因斯布魯克 (1971-2000) | 因斯布魯克 (1971-2000) |
| 月份                                                 | 1月                    | 2月                    | 3月                    | 4月                    | 5月                    | 6月                    | 7月                    | 8月                    | 9月                    | 10月                   | 11月                   | 12月                   | 全年                   |
| ---------------------------------------------------- | ---------------------- | ---------------------- | ---------------------- | ---------------------- | ---------------------- | ---------------------- | ---------------------- | ---------------------- | ---------------------- | ---------------------- | ---------------------- | ---------------------- | ---------------------- |
| 平均高温 °C（°F）                                    | 3.5 (38.3)             | 6.3 (43.3)             | 11.3 (52.3)            | 14.8 (58.6)            | 20.3 (68.5)            | 22.6 (72.7)            | 24.7 (76.5)            | 24.4 (75.9)            | 20.8 (69.4)            | 15.8 (60.4)            | 8.2 (46.8)             | 3.7 (38.7)             | 14.7 (58.5)            |
| 平均低温 °C（°F）                                    | −5.2 (22.6)            | −3.7 (25.3)            | 0.2 (32.4)             | 3.4 (38.1)             | 7.8 (46.0)             | 10.8 (51.4)            | 12.8 (55.0)            | 12.7 (54.9)            | 9.3 (48.7)             | 4.8 (40.6)             | −0.5 (31.1)            | −4.2 (24.4)            | 4.0 (39.2)             |
| 平均降水量 mm（）                                    | 43.9 (1.73)            | 41.4 (1.63)            | 55.9 (2.20)            | 57.7 (2.27)            | 87.1 (3.43)            | 110.3 (4.34)           | 137.2 (5.40)           | 111.3 (4.38)           | 78.1 (3.07)            | 57.3 (2.26)            | 63.2 (2.49)            | 53.1 (2.09)            | 896.5 (35.30)          |
| 来源：Zentralanstalt für Meteorologie und Geodynamik |                        |                        |                        |                        |                        |                        |                        |                        |                        |                        |                        |                        |                        |

## 历史

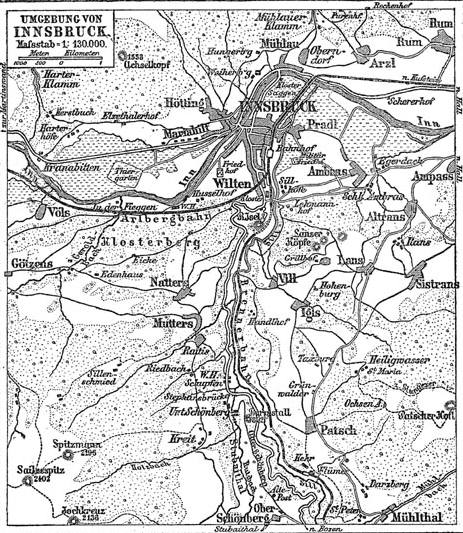
1888年的地图

因斯布鲁克市区内发现的最早的考古遗迹是新石器时代留下的。市内有些地方的地名显然是从罗马时期以前留下来的，此外一些那时留下来的墓地也证明从三千年前开始因斯布鲁克就不断有人居住。
4世纪罗马帝国在这里设立了一个兵营来保护从维罗纳跨越阿尔卑斯山脉去奥古斯堡的道路。这个兵营在600年左右在民族大迁徙的时候被毁。
1138年在这里建立了一个修道院，这个修道院不但拥有因河周围的所有土地，而且还拥有在因河上摆渡的唯一权利。因此整个从这里跨越阿尔卑斯山脉的权利全部掌握在这个修道院手中。
1165年当地的伯爵建造了一座跨越因河的桥。1180年他又通过土地交换从修道院手中换取了因河两岸的土地。1187年这个居民点获得设立市场的权利，在颁发这个权利的证书上首次出现了因斯布鲁克的拉丁语名字：（是因河的拉丁语名字，是桥的意思）。
1187年和1205年之间因斯布鲁克获得城市权利。由于它控制着南北跨越阿尔卑斯山脉的交通要道，它很快就成为一个非常有影响、非常富有的城市。
因斯布鲁克的印章和市徽是从1267年留下来的。
1281年通过又一次土地交换因斯布鲁克得以扩展。
1300年左右通过布伦纳山口的道路被加强，马车可以在上面行走，当时其它跨越阿尔卑斯山脉的道路还只能使用驮马运输。

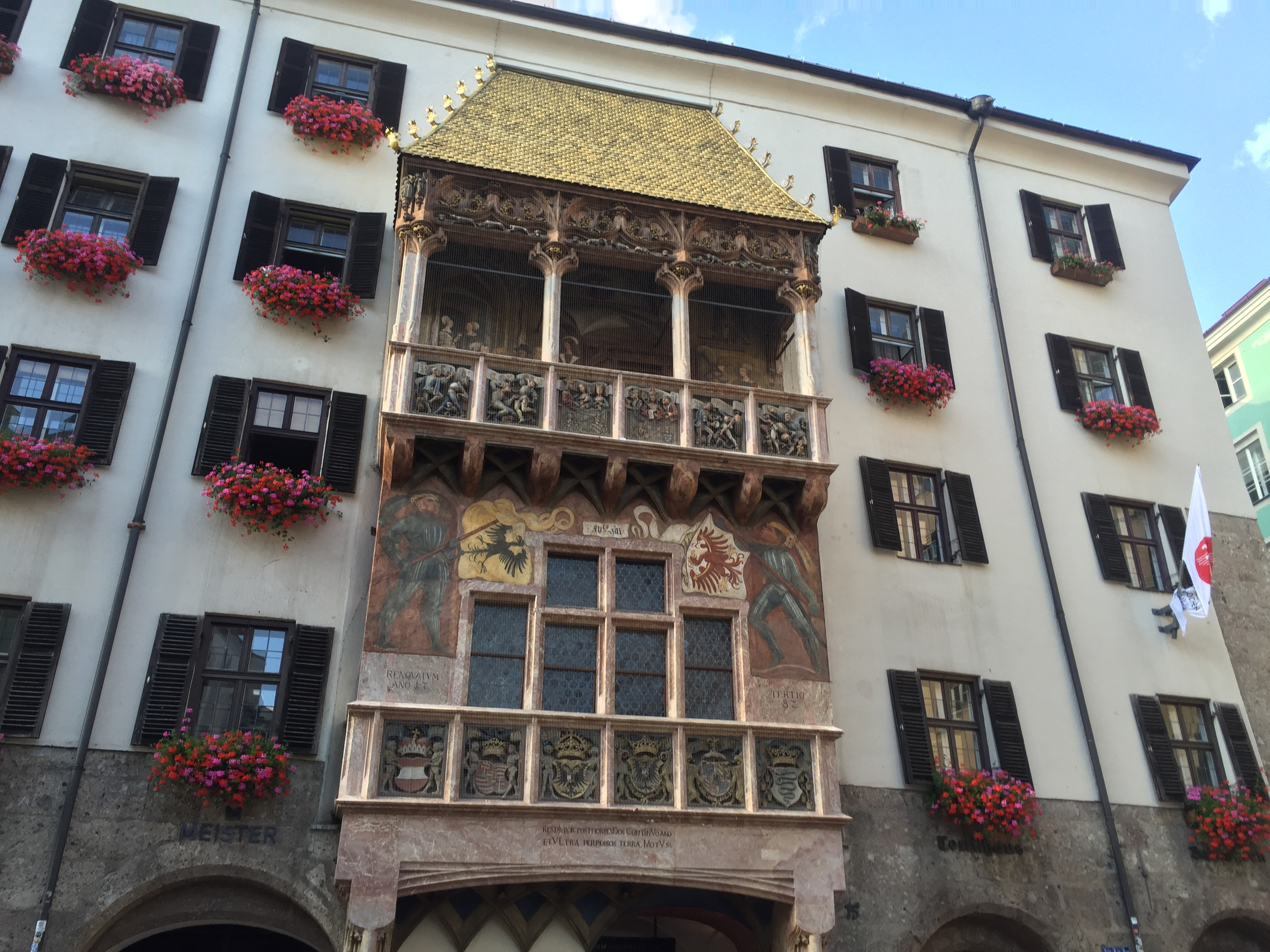
金屋顶

1420年奥地利公爵腓特烈四世将因斯布鲁克设为他的首都并建造宫殿、市政府、庭院、金屋顶和城堡。
1485年后来写《巫术之秘》的海因里希·克雷默在因斯布鲁克发动迫害巫师的审判，但由于他的证据不足审判被中断。
1500年左右因斯布鲁克有约5000名居民。

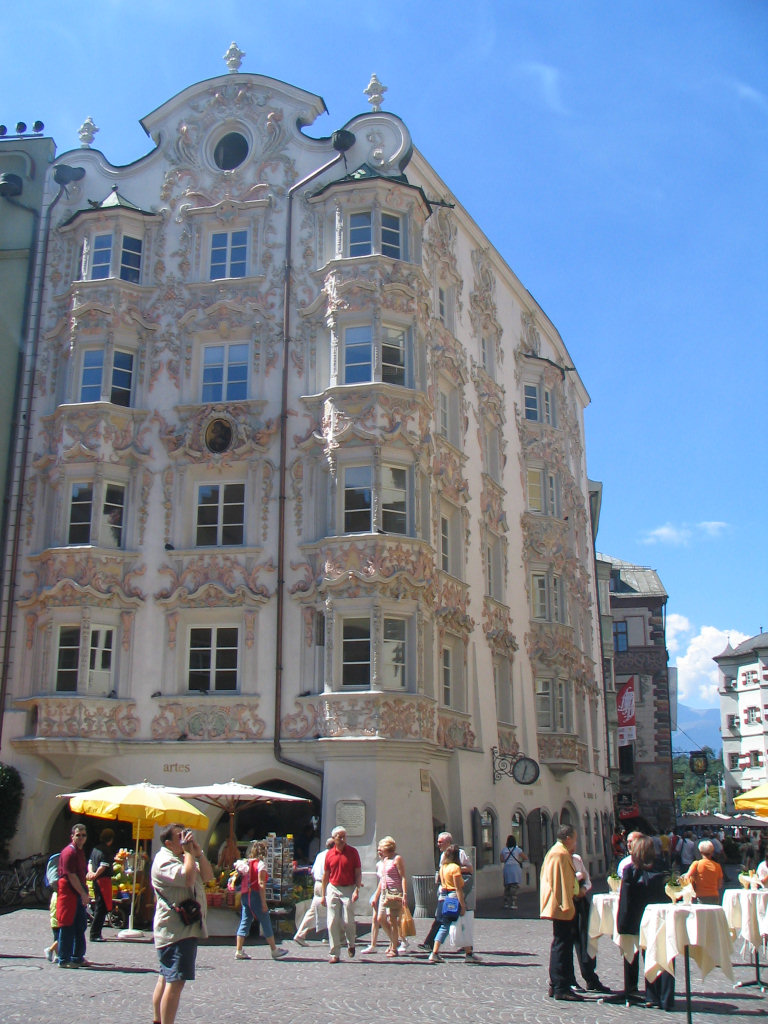
海尔布陵屋

1629年至1630年在因斯布鲁克开设了德语地区第一座剧院。今天这个位置上是因斯布鲁克的会议中心。
1665年最后一位蒂罗尔大公无子逝世，哈布斯堡王朝的蒂罗尔支灭绝，蒂罗尔归并入奥地利，因斯布鲁克因此也丧失了它首都的地位。
1669年10月15日神圣罗马帝国皇帝利奥波德一世开办因斯布鲁克大学，当时该大学共有四个系。
1858年从因斯布鲁克通往慕尼黑的铁路造好，此后继续有去往其它地方的铁路建成，旅游业也随之发展。

### 20世纪
20世纪以来因斯布鲁克与外部的交通继续不断提高。

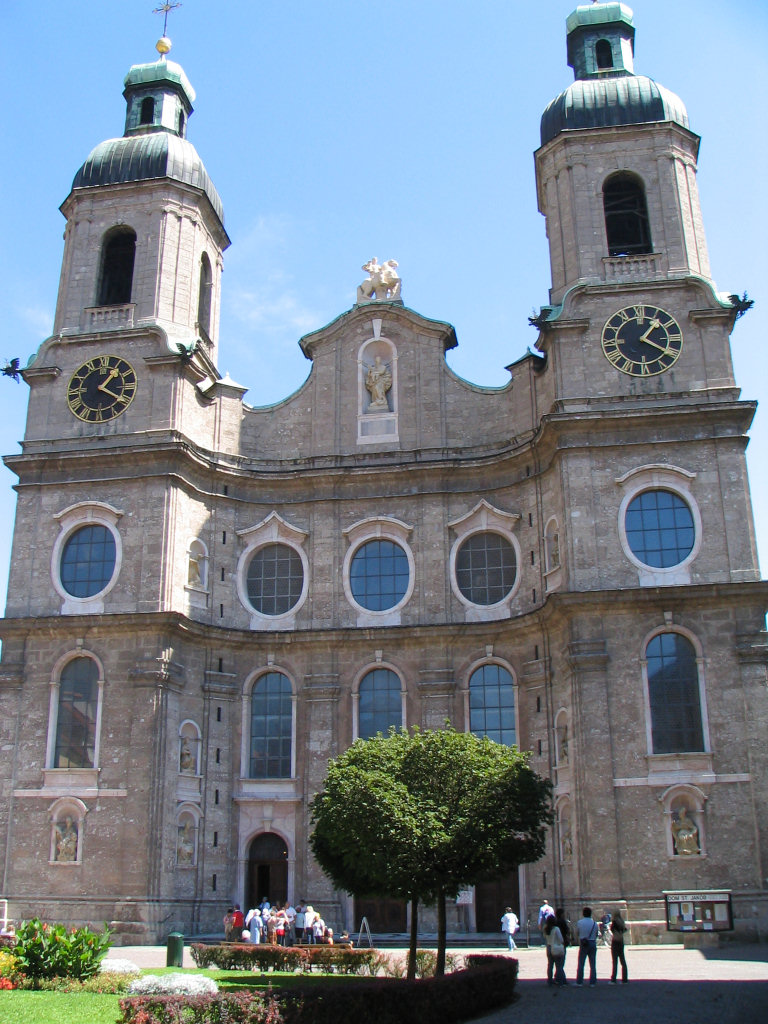
圣雅各伯主教座堂

第一次世界大战后意大利军队占领因斯布鲁克。意军直到1924年才撤出，但是没有在市内破坏。
第二次世界大战中因斯布鲁克21次被轰炸。因斯布鲁克是少数不经过战斗就向美军投降的奥地利城市之一。
1945年二战结束后因斯布鲁克属于法占区。
1948年后因斯布鲁克开始重建。1964年和1976年因斯布鲁克两次举办冬季奥林匹克运动会。1984年和1988年又举办了两次冬季残疾人奥运会。这样因斯布鲁克成为世界上唯一间隔12年举办两次奥运会的城市。1990年代中因斯布鲁克还打算申请第三次，但是民意调查时市内大多数人反对不了了之。
据道格拉斯·亚当斯自己回忆他1971年在因斯布鲁克旅游时产生了写《银河系漫游指南》的主意。
1973年因斯布鲁克建造了一个现代化的会议中心。
1960和1970年代试图使得南蒂罗尔从意大利分离出来与奥地利合并的恐怖主义分子利用因斯布鲁克地区作为其基地。美国为此在因斯布鲁克设立了一个领事馆，传说该领事馆也从事间谍活动，帮助意大利打击在该地区的恐怖分子。
1980年因斯布鲁克原有的小机场扩建后开始设立通往维也纳的班机，今天从因斯布鲁克出发每天有多部班机连接欧洲的大城市，尤其在冬天这个机场是许多旅游者到来的工具。夏季则有许多奥地利旅游者从这里去希腊。
1988年教宗若望·保禄二世在因斯布鲁克举行露天弥撒。

### 21世纪
2004年初原来的因斯布鲁克大学医学系独立为因斯布鲁克医学大学。
2005年冬季大学生运动会在因斯布鲁克举办。
2008年由瑞士和奥地利一起举办的欧洲足球锦标赛中，因斯布鲁克也是赛场之一。

## 居民

### 宗教
因斯布鲁克是一个天主教教省的省会，这个教省包括蒂罗尔的西部、中部和东部的部分地区。因斯布鲁克大学的神学系非常著名。
除天主教外市内还有新教、摩門教、伊斯兰教和犹太教的信徒。

### 人口变化
| 年   | 人      |
| ---- | ------- |
| 2005 | 117,180 |
| 2003 | 114,888 |
| 2001 | 113,392 |
| 1991 | 118,112 |
| 1981 | 117,287 |
| 1971 | 116,010 |
| 1961 | 100,695 |
| 1951 | 95,055  |
| 1939 | 81,710  |

| 年   | 人      |
| ---- | ------- |
| 1934 | 78,797  |
| 1923 | 70,240  |
| 1910 | 65,221  |
| 1900 | 49,727  |
| 1890 | 38,463  |
| 1880 | 32,157  |
| 1869 | 26,573  |
| 1500 | 约5,000 |

## 政治
因斯布鲁克的市长不是市民直接选出的，而是由市议会选举产生的。

### 市议会
因斯布鲁克的市议会有40席。

### 姊妹城市
- 德国弗莱堡（自1963年）
- 法国格勒诺布尔（自1963年）
- 波黑萨拉热窝（自1980年）
- 丹麦奧爾堡（自1982年）
- 格鲁吉亚第比利斯（自1982年）
- 日本大町市（自1985年）
- 美国新奥尔良（自1995年）
- 波兰克拉科夫（自1998年）

## 经济、教育和基础设施
因斯布鲁克是奥地利西部的经济、管理和文化中心，它冬夏均为旅游地（每年过夜人次达一百万以上），此外它有两座大学，是召开会议的优良选地。

### 经济
2001年市内共有7964家企业，其中41家有200名以上职工，2001年5月15日市内共有78,186名职员和工人。
约3.45万人每天从市外进入上班，其中75%的人来自因斯布鲁克地区。2004年因斯布鲁克的失业率为5%。
市内最重要的行业为资产管理（占经济总值的32%）、公共服务（14%）和交通与通讯（13%）。
农业主要集中在市北，那里还有高山畜牧业。

### 公共设施
因斯布鲁克有地区法院、州法院和州上诉法院。
其它公共设施有州和市的管理机构、联邦的管理机构、学校、大学和大学附属医院。

### 教育
- 因斯布鲁克大学
- 因斯布鲁克医学大学

### 旅游
旅游业是因斯布鲁克重要的收入来源，最重要的旅游点是老城和滑雪场。

## 交通

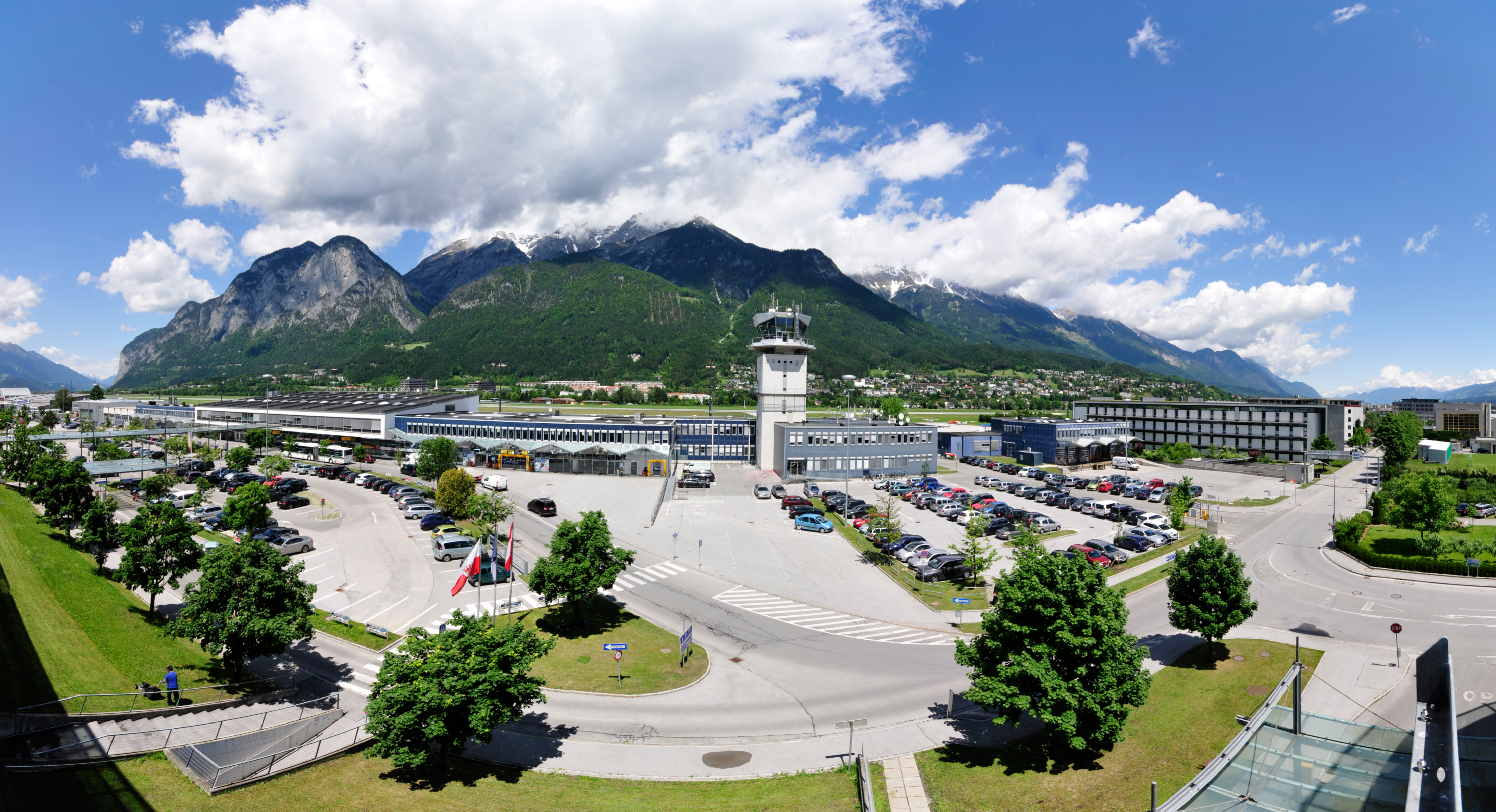
因斯布鲁克机场

因斯布鲁克机场位于城市的西部，處理阿爾卑斯山周圍地區前往歐洲航班及季節性國際航班。
奥地利12号高速公路（因河河谷高速公路）通过因斯布鲁克，向东这条高速公路与通往慕尼黑和萨尔茨堡的高速公路相连。向南奥地利13号高速公路（布伦纳高速公路）从因斯布鲁克出发通往意大利。相北有一条联邦公路通往加米施帕滕基兴。
因斯布鲁克位于从维也纳通往苏黎世的铁路线上，因斯布鲁克还有一条通过格拉茨通往贝尔格莱德的铁路。在南北方向，因斯布鲁克位于从慕尼黑通往维罗纳的铁路上，一条铁路通往加米施帕滕基兴。南北方向与东西方向的铁路的交叉点是因斯布鲁克中央火车站。
因斯布鲁克市内的交通有公共汽车、有轨电车和无轨电车。与周围村镇之间有轻轨和长途汽车连接。从2003年开始市内的有轨电车线路在此后10年中现代化和扩建。
因斯布鲁克还有通往周边山峰的缆车。